# Васютин, Александр Сергеевич
Александр Сергеевич Васютин (2 мая 1952, село Кцынь, Калужская область — 3 апреля 2016, Москва) — советский и российский биолог. Доктор экономических наук, профессор, член-корреспондент РАСХН, член-корреспондент РАН.

## Биография
- 1982—1985 г. — директор ОПХ «Белоусовское» Всесоюзного НИИ картофельного хозяйства,
- 1985 г. — председатель Юхновского исполнительного комитета Калужской области,
- 1985—1988 гг. — первый секретарь Износковского районного комитета КПСС (Калужская область),
- 1988—1989 гг. — первый заместитель председателя исполнительного комитета Калужского областного совета,
- 1990—1997 гг. — первый заместитель начальника Главного управления растениеводства Министерства сельского хозяйства и продовольствия России. Одновременно доцент кафедры ботаники Государственного аграрного университета (1996—2002),
- 1997—2004 гг. — начальник Государственной инспекции по карантину растений, главный государственный инспектор по карантину растений Российской Федерации. Одновременно заведующий кафедрой экономики и организации карантина и защиты растений Санкт-Петербургского аграрного университета (2003—2005),
- 2004—2006 гг. — заместитель министра сельского хозяйства Калужской области. Профессор Российского государственного аграрного университета — МСХА им. К. А. Тимирязева (2005—2007).

С 2006 г. — заместитель руководителя Представительства Калужской области при Правительстве Российской Федерации. С 2008 г.- заведующий кафедрой механизации и растениеводства Коломенского института переподготовки и повышения квалификации руководящих кадров и специалистов Министерства сельского хозяйства Российской Федерации. 
Специалист и организатор науки в области растениеводства, земледелия, защиты и карантина растений. Являлся одним их разработчиков федерального закона «О карантине растений».

## Награды и премии
- Заслуженный работник сельского хозяйства Российской Федерации[3].